# José Francisco Molina
José Francisco Molina Jiménez (* 8. August 1970 in Valencia) ist ein spanischer Fußballtrainer und ehemaliger -spieler.

## Karriere

### Karriere als Aktiver
Der Torhüter begann seine Karriere bei UD Alzira. Über Alzira wechselte er zu FC Villarreal, seinem ersten Profiklub. Nach einem Kurzauftritt beim FC Valencia B ging Molina zu Albacete Balompié. Von 1995 bis 2000 spielte der Iberer bei seinem Traumverein Atlético Madrid. Diesem verhalf er 1996 zur spanischen Meisterschaft. Er verpasste in seinen ersten vier Spielzeiten nur 2 der 158 möglichen Spiele. Ab der Saison 2000/01 spielte Molina bei Deportivo La Coruña. In der Spielzeit 2003/04 wurde beim Torhüter Hodenkrebs diagnostiziert, den er aber überwunden hat. Er spielte die Saison 2006/07 bei UD Levante, wo sein Vertrag nicht verlängert wurde, woraufhin er seine Karriere als Spieler beendete.
Kurioserweise bestritt Molina sein erstes Länderspiel für Spanien gegen Norwegen (0:0) nicht als Torwart, sondern als Stürmer, da Coach Javier Clemente die Stürmer ausgegangen waren. Molina nahm, ohne zum Einsatz zu kommen, an der EM 1996 und der WM 1998 teil. Bei der EM 2000 bestritt er nur das erste Spiel gegen Norwegen (0:1), wo er beim Gegentor entscheidend patzte. Danach hat er nie wieder für die Nationalelf gespielt. Molina spielte insgesamt neun Mal im spanischen Nationalteam.

### Trainerkarriere
Am 22. Dezember 2011 wurde bekannt gegeben, dass Molina das Traineramt des FC Villarreal übernehmen wird, nachdem Vorgänger Juan Carlos Garrido gegen einen Drittligisten in der Copa del Rey und in der Champions-League-Gruppenphase ausgeschieden war. Bereits im März 2012 wurde Molina wegen Erfolglosigkeit wieder beurlaubt.

### Sportdirektor
Am 9. Juli 2018  löste er Fernando Hierro als Sportdirektor der spanischen Nationalmannschaft ab. Am 8. Dezember 2022 gab die RFEF eine Erklärung ab, in der sie seinen Abschied Anfang 2023 ankündigte.

## Erfolge
- Spanischer Meister: 1995/96
- Spanischer Pokalsieger: 1995/96, 2001/02
- Spanischer Superpokalsieger: 2002
- Trofeo Zamora: 1996
- Teilnahme an der EM 1996 (kein Einsatz)
- Teilnahme an der WM 1998 (kein Einsatz)
- Teilnahme an der EM 2000 (1 Einsatz)